# Золотарева, Альбина Васильевна
Альбина Васильевна Золотарева (род. 17 января 1939, с. Московское, Каширский район) ― советский и российский педагог, Народный учитель Российской Федерации (2005).

## Биография
Альбина Васильевна Золотарёва родилась 17 января 1939 года в селе Московское Каширского района, РСФСР. 
В 1962 году завершила обучение на историческом факультете Воронежского государственного университета.
Во время обучения в высшем учебном заведение, с 1957 по 1962 годы работала пионервожатой в школе № 21, а также в Суворовском военном училище в городе Воронеже. 
С 1962 по 1982 годы трудилась заведующей учебной части, позже назначена директором Дома пионеров и школьников. 
С 1983 по 1992 годы трудилась в должности директора станции юных техников, была организатором и первым руководителем Центра дополнительного образования детей Левобережного района Воронежа.
В 1994 году возглавила и проработала до 2019 года в должности руководителя Центра дополнительного образования города Воронежа "Реальная школа". 
В 2001 году защитила кандидатскую диссертацию по педагогике. 
За выдающийся вклад в Отечественное образование» указом Президента Российской Федерации от 17 января 2005 года Золотаревой Альбине Васильевне присвоено почетное звание «Народный учитель Российской Федерации».
Автор теоретического обоснования процесса комплиментарного взаимодействия учреждений базового и дополнительного образования в ходе профессионального самоопределения учащихся. Работала над практическими рекомендациями по внедрению новой системы дополнительного образования.

## Награды и звания
- Знак отличия «За заслуги перед Воронежской областью» (3 апреля 2024) — за большой личный вклад в развитие системы образования на территории Воронежской области, активную жизненную позицию и в связи с 85-летнием со дня рождения
- Почётный знак «За добросовестный труд и профессионализм» (29 марта 2019) ― за многолетний плодотворный труд, большой личный вклад в развитие дополнительного образования Воронежской области и в связи с 80-летием со дня рождения
- Медаль ордена «За заслуги перед Отечеством» II степени (25 октября 2018)
- Почётный гражданин города Воронежа (2007)
- Народный учитель Российской Федерации (17 января 2005)
- Заслуженный учитель Российской Федерации (14 октября 1997)
- Медаль «Ветеран труда» (1990)
- Медаль «За трудовую доблесть»
- грамоты ЦК ВЛКСМ, Министерства образования, Министерства обороны
- Отличник народного просвещения
- Отличник просвещения СССР